# Ota II.
Ota II. (955 – 7. prosince 983 Řím) byl král a císař Svaté říše římské. V roce 961 se stal spoluvládcem svého otce Oty I., jediným panovníkem byl pak od roku 973, kdy Ota I. zemřel.

## Vláda
Za císaře byl Ota II. korunován 14. dubna 972 v Římě, krátce poté, co se oženil s byzantskou princeznou Theofano.
| „                     | V mládí vynikal neobyčejnou silou, zpočátku měl sklony k bouřliváctví, díky své velké zbožnosti štědře rozdával, aniž by dodržoval míru, a prchal před dobrými radami. Teprve když se mu dostalo pokárání od mnohých, nasadil si uzdu chvályhodné ctnosti a vystupoval vznešeně... | “ |
| — Dětmar z Merseburku | |   |

Po otcově smrti, kdy převzal veškerou moc, došlo v roce 973 k odbojnému hnutí v Lotrinsku, které podporovali západofranští Karlovci, a do říše vpadli Dánové.
Velkým nebezpečím pro císařovu vládu byl jeho spor s vévodou bavorským Jindřichem Svárlivým, vnukem Jindřicha I. Ptáčníka z rodu Liudolfingů. Vévoda požadoval ponechat ve Švábsku svou sestru jako vévodkyni-vdovu, záhy však vystoupil proti Otovi II. i se svými nároky na trůn. Podpořil ho český kníže Boleslav II. a polský Měšek I. Nakonec byl Jindřich Svárlivý zajat, Ota potlačil neklid v Lotrinsku a prorazil dánské opevnění Danevirke, kde zřídil šlesvickou marku. Dánského krále Haralda Modrozuba přinutil k placení tributu.
Roku 976 uprchl Jindřich Svárlivý ze zajetí, spojil se s opozičními silami v říši a vyhledal azyl na českém knížecím dvoře.
| „                     | Roku od Vtělení Páně 976 bavorský vévoda Jindřich, zbavený cti a vyobcovaný z církve, uprchl do Čech. Zatímco pobýval u knížete Boleslava, císař proti němu vytáhl s velikým vojskem, ale vůči žádnému z nich ničeho nedosáhl. | “ |
| — Dětmar z Merseburku | |   |

Ota II. napadl Čechy, kteří zničili jeden z jeho dvou sborů u Plzně (Němci byli přepadeni při koupání) a sami vpadli dvakrát do říše. Boleslav II. se 977 císaři poddal a byl pak na sněmu v Quedlinburgu přijat s velkými poctami.
Za Jindřichovu vzpouru silně omezil ohromné území spravované bavorskými vévody: roku 976 oddělil Korutany, Istrii, veronskou a furlanskou marku a rakouskou marku udělil Babenberkům. Roku 980 obnovil centrální moc v Itálii. Za bojů na jihu Itálie byl v červenci roku 982 poražen u Crotone Araby, kteří od roku 976 pronikali ze Sicílie na pevninu. Zprávy o porážce vyvolaly povstání Luticů a Obodritů, kteří zpustošili Magdeburg a Hamburg a zlomili saské panství mezi Labem a Odrou.
Na sněmu ve Veroně roku 983 císař vrátil Bavorsko bývalému odpůrci Jindřichovi, dosáhl zvolení svého tříletého syna císařem a svatého Vojtěcha ustanovil pražským biskupem. V prosinci 983 se chystal na další výpravu proti Arabům, čemuž zabránila epidemie malárie a Ota II. zemřel v Římě, snad po neúspěšném léčení projímadlem, a zanechal po sobě vdovu Theofanu a tříletého nástupce Otu III.